# Luiz Phellype
Luiz Phellype Luciano Silva (* 27. September 1993 in São Gonçalo do Sapucaí, Minas Gerais), auch einfach nur Luiz Phellype genannt, ist ein brasilianischer Fußballspieler, der als Mittelstürmer spielt. Derzeit spielt er für Shonan Bellmare.

## Karriere
Luiz Phellype debütierte im Dezember 2012 für Standard Lüttich, wenige Monate nachdem er aus Brasilien von Desportivo Brasil zu dem belgischen Erstligisten wechselte. Hier konnte er sich jedoch nicht durchsetzen und wurde zuerst an den SC Beira-Mar verliehen und später an GD Estoril Praia verkauft.
Nach zweieinhalb Spielzeiten bei FC Paços de Ferreira unterzeichnete Luiz Phellype am 24. Dezember 2018 einen Vertrag mit dem portugiesischen Spitzenklub Sporting Lissabon. Die Spieler Rafael Barbosa und Elves Baldé wechselten dafür leihweise in die entgegengesetzte Richtung. Seine ersten beiden Tore für die Lissabonner erzielte er bei einem 3:1-Auswärtssieg gegen GD Chaves am 30. März 2019.

## Titel und Erfolge

### Paços de Ferreira
- Segunda Liga: 2018–19

### Sporting
- Taça da Liga: 2018/19, 2020/21
- Taça de Portugal: 2018/19
- Campeonato Português: 2020–21